# Колісниківська сільська рада (Прилуцький район)
Колі́сницька сільська́ ра́да — адміністративно-територіальна одиниця та орган місцевого самоврядування у Прилуцькому районі Чернігівської області. Адміністративний центр — село Колісники.

## Загальні відомості
Колісницька сільська рада утворена у 1989 році.
- Територія ради: 22,389 км²
- Населення ради: 360 осіб (станом на 2001 рік)

## Населені пункти
Сільській раді були підпорядковані населені пункти:
- с. Колісники
- с. Левки

## Склад ради
Рада складалася з 12 депутатів та голови.
- Голова ради: Зуєва Наталія Петрівна
- Секретар ради: Конюшенко Надія Іванівна

### Керівний склад попередніх скликань
| Прізвище, ім'я, по батькові | Основні відомості                                                          | Дата обрання | Дата звільнення |
| --------------------------- | -------------------------------------------------------------------------- | ------------ | --------------- |
| Бодько Віктор Леонідович    | Сільський голова, 1965 року народження, член Соціалістичної партії України | 26.03.2006   | 31.10.2010      |
| Зуєва Наталія Петрівна      | Сільський голова, 1972 року народження, освіта вища, позапартійна          | 31.10.2010   |                 |

Примітка: таблиця складена за даними сайту Верховної Ради України

### Депутати
За результатами місцевих виборів 2010 року депутатами ради стали:

#### За суб'єктами висування
| Суб'єкт висування            | Кількість обраних депутатів | %    |
| ---------------------------- | --------------------------- | ---- |
| Самовисування                | 9                           | 75   |
| Соціалістична партія України | 2                           | 16,7 |
| Партія регіонів              | 1                           | 8,3  |

#### За округами
| № округу                     | Прізвище, ім'я, по батькові         | Дата визнання обраним | Освіта             | Партійна приналежність             | Відомості про обраного депутата                               |
| ---------------------------- | ----------------------------------- | --------------------- | ------------------ | ---------------------------------- | ------------------------------------------------------------- |
| Партія регіонів              |                                     |                       |                    |                                    |                                                               |
| 10                           | Малоголовий Олександр Олександрович | 03.11.2010            | вища               | член Партії регіонів               | ТОВ "Рибне господарство «Білошапки», начальник служби безпеки |
| Соціалістична партія України |                                     |                       |                    |                                    |                                                               |
| 5                            | Сич Галина Миколаївна               | 03.11.2010            | вища               | член Соціалістичної партії України | тимчасово не працює                                           |
| 8                            | Лук Людмила Петрівна                | 03.11.2010            | вища               | член Соціалістичної партії України | тимчасово не працює                                           |
| Самовисування                |                                     |                       |                    |                                    |                                                               |
| 1                            | Чабала Марія Миколаївна             | 03.11.2010            | вища               | позапартійна                       | бібліотека-філіал с. Колісники, завідувачка                   |
| 2                            | Нестеренко Андрій Іванович          | 03.11.2010            | вища               | позапартійний                      | магазин с. Колісники, приватний підприємець                   |
| 3                            | Рябченко Ганна Олексіївна           | 03.11.2010            | середня спеціальна | позапартійна                       | тимчасово не працює                                           |
| 4                            | Коваленко Наталія Миколаївна        | 03.11.2010            | середня            | позапартійна                       | Колісниківськасільська рада, техпрацівник                     |
| 6                            | Іщенко Тетяна Андріївна             | 03.11.2010            | вища               | позапартійна                       | Колісниківськасільська рада, головний бухгалтер               |
| 7                            | Луцик Віктор Миколайович            | 03.11.2010            | середня            | позапартійний                      | тимчасово не працює                                           |
| 9                            | Конюшенко Надія Іванівна            | 03.11.2010            | вища               | позапартійна                       | Колісниківська сільська рада, головний бухгалтер              |
| 11                           | Зуєв Максим Вікторович              | 03.11.2010            | середня            | позапартійний                      | магазин с. Колісники, приватний підприємець                   |
| 12                           | Іщенко Ганна Яківна                 | 03.11.2010            | середня спеціальна | позапартійна                       | відділення зв'язку с. Колісники, листоноша                    |